# Salomé Moindjie-Gallet
 (août 2024).
Salomé Moindjie-Gallet, née le 31 mai 2001, est une chanteuse d'origine franco-comorienne, réalisatrice, actrice et productrice de musiques urbaines.

## Biographie
Salomé vit et travaille à Paris.
Elle est née à Caen et à fait ses études aux Beaux-Artsde Caen et de Paris.
À 15 ans, elle entame un parcours d'autodidacte dans la musique; et débute par diverses expériences scéniques seule sur scène; telles que Les Rendez-Vous Soniques, Le Festival Les Grandes Marées où elle jouera à l'occasion de la première partie de Kimberose, ou encore au BBC lors de la première partie de À La Clair Ensemble.
Son nom d'artiste est JUDITH$, dont le style musical se situe entre trap, hip-hop et trip hop.
Dernièrement, elle joue pour la cinéaste Isabelle Prim, dans son film Je serai quand même bientôt tout à fait mort enfin produit par le Centre Pompidou et Ecce Film, primé dans la catégorie Nouvelles Vagues au sein du Festival international du film de La Roche-sur-Yon, regroupant dans son jury Emmanuel Marre, Montse Triola ainsi que le photographe et chercheur SMITH.

## Filmographie

### Actrice
Courts-métrages
- 2022 : Je serai quand même bientôt tout à fait mort enfin d'Isabelle Prim

## Distinctions
- FIF85 : actrice dans le film primé Je serai quand même bientôt tout à fait mort enfin d'Isabelle Prim
- Prix de l'espace Musical NTBH

## Évènements passés

### Concerts
- 2022 : JUDITH$, Le Cargö, Journée du matrimoine
- 2021 : JUDITH$, Le Cargö
- 2021 : JUDITH$, Les Rendez-vous soniques
- 2021 : JUDITH$, festival Les Grandes Marées
- 2019 : JUDITH$, festival Chauffer dans la noirceur